# Ravneț, Burgas
Ravneț (în bulgară Равнец) este un sat în comuna Burgas, regiunea Burgas,  Bulgaria. 

## Demografie
Componența etnică a satului Ravneț
     Turci (1,58%)
     Bulgari (75,28%)
     Romi (20,86%)
     Nicio identificare (1,73%)
     Altele (0,52%)
La recensământul din 2011, populația satului Ravneț era de 1.323 locuitori. Din punct de vedere etnic, majoritatea locuitorilor (75,28%) erau bulgari, existând și minorități de romi (20,86%) și turci (1,58%). Pentru 1,73% din locuitori nu este cunoscută apartenența etnică.